# 伊兹瓦里诺
48°17′15″N 39°53′35″E / 48.28750°N 39.89306°E

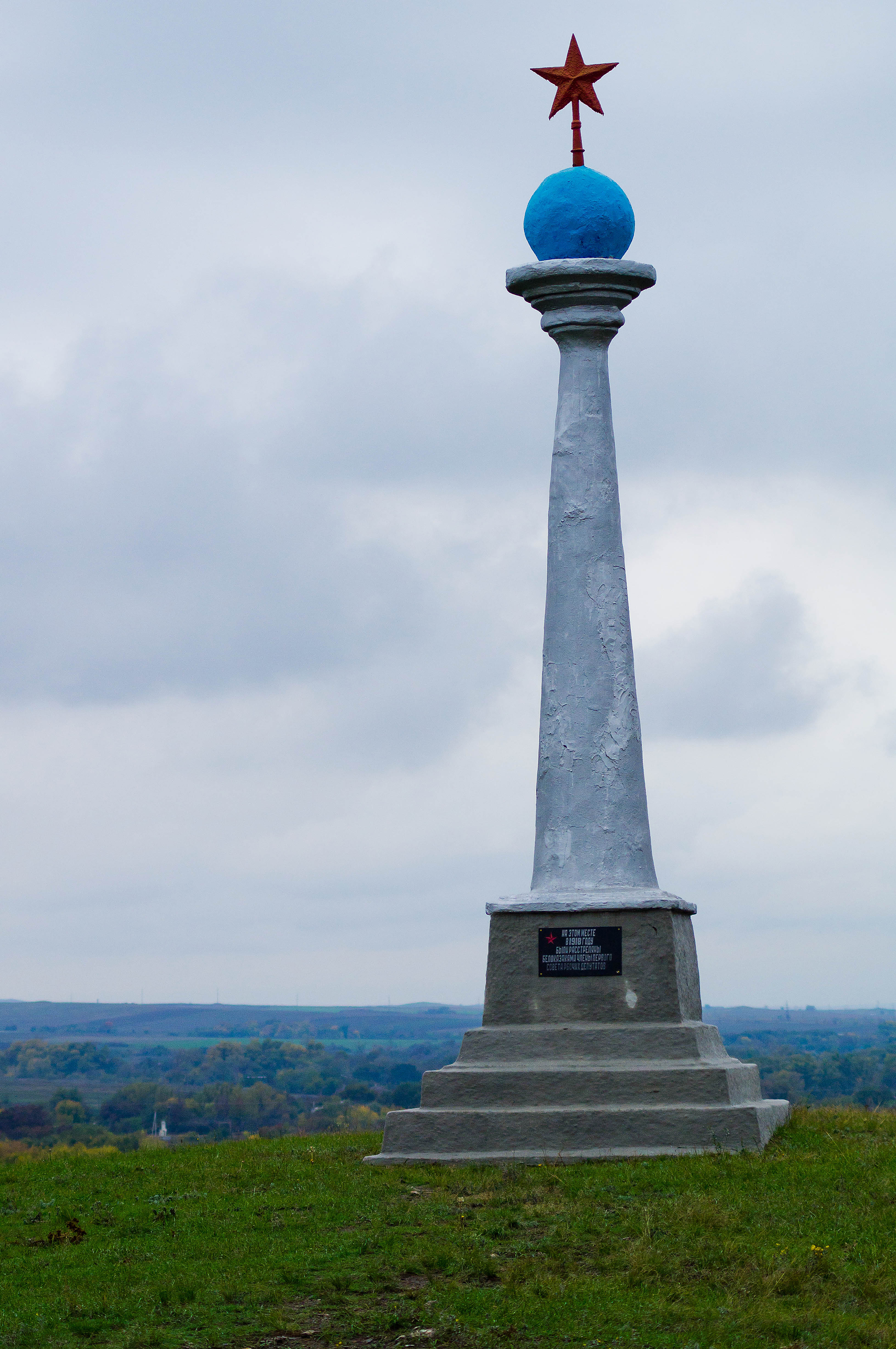
英雄纪念碑

伊兹瓦里诺，或按乌克兰语译作伊茲瓦里內（烏克蘭語：Ізварине），法理上是烏克蘭東部盧甘斯克州多夫然斯克区索羅基內市鎮的鎮。該鎮始建於1914年，面積7.82平方公里，海拔高度79米，2011年人口1,755，人口密度每平方公里224.42人。
该市级镇作为克拉斯诺顿区的一部分，自2014年以来处于卢甘斯克人民共和国的控制之下。因此该市级镇仍实际上隶属于已被乌克兰政府废除的克拉斯诺顿区。